# Sariwŏn

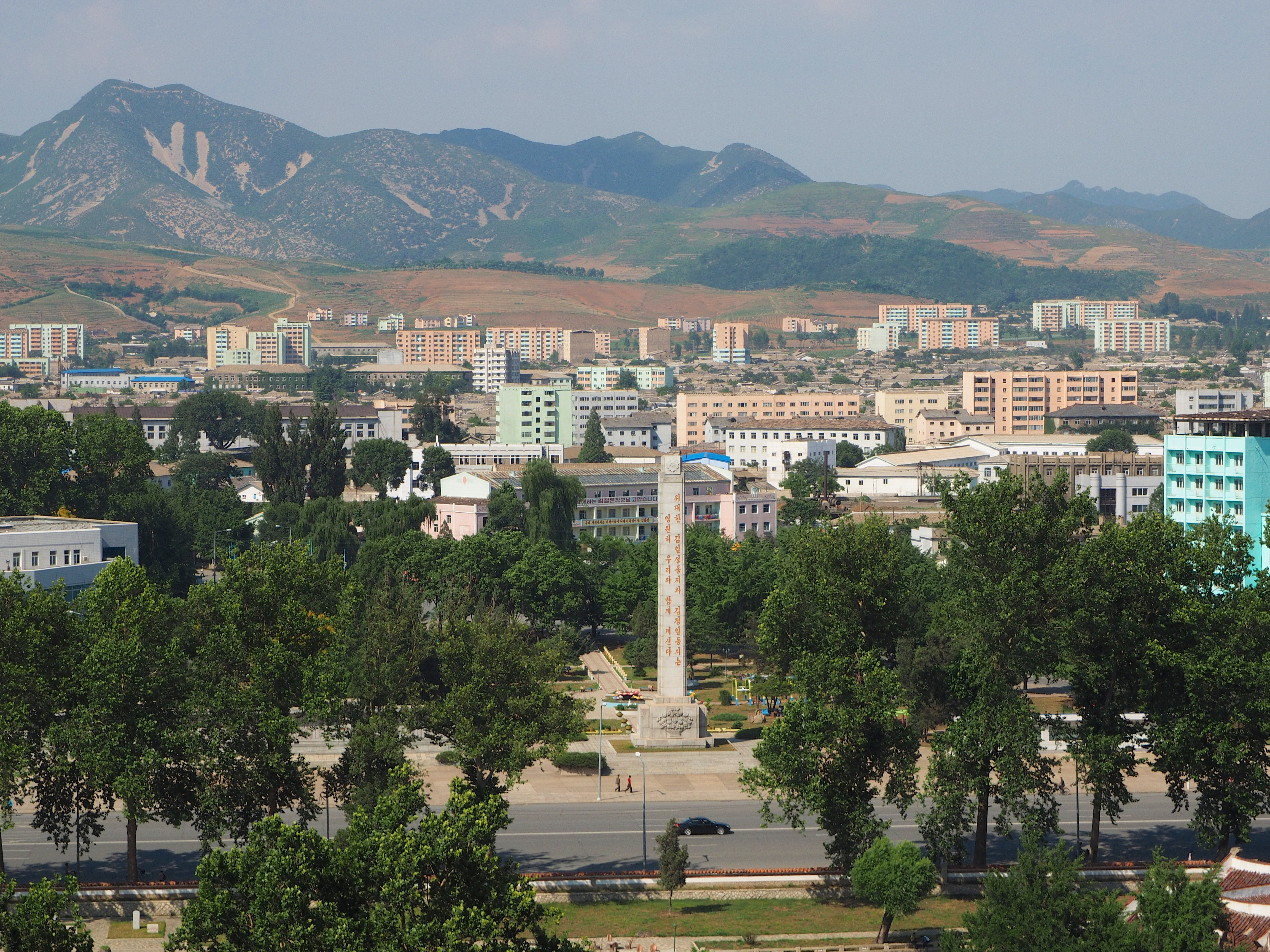
Sariwon

Sariwŏn is de hoofdstad van de provincie Hwanghae-pukto (Noord-Hwanghae) in Noord-Korea. De stad telt 310.100 inwoners.
Sariwon beschikt over een pediatrische kliniek voor de regio. De stad heeft verder een mest- en een tractorfabriek, een landbouw- en twee onderwijsuniversiteiten en is de thuisbasis van het "Sariwon College of Koryo Pharmacy".
Sariwŏn werd van 1910 tot 1945 bezet door Japanse troepen en had tijdens de Koreaanse Oorlog zwaar te lijden. Bij een Amerikaans bombardement op 26 juli 1950 werd het grootste deel van de stad verwoest.
Belangrijke bezienswaardigheid is de uit zeven kleine ruimten (kan) bestaande Eungjinjŏn-hal van de tempel van Sŏngbulsa, die gebouwd werd in 898 en in 1327 heropgebouwd.

## Zustersteden
- Lahore (Pakistan)
- Székesfehérvár (Hongarije)